# Thunbergia mildbraediana
Thunbergia mildbraediana är en akantusväxtart som beskrevs av Jean Paul Antoine Lebrun och Toussaint. Thunbergia mildbraediana ingår i släktet thunbergior, och familjen akantusväxter. Inga underarter finns listade i Catalogue of Life.